# Only One Flo (Part 1)
Only One Flo (Part. 1) è il terzo album in studio del rapper Flo Rida. L'album ha avuto un grande successo e ha venduto molte copie in tutto il mondo. Di questo album hanno avuto particolare successo le hit Club Can't Handle Me (feat. David Guetta), Turn Around (5,4,3,2,1) e Who Dat Girl (feat. Akon). Le critiche riguardo a quest'album sono state perlopiù positive, anche se critiche minori hanno definito che "non tutte le tracce sono all'altezza di Club Can't Handle on Me".

## Tracce
1. On and On (feat. Kevin Rudolf) – 3:01
2. Turn Around (5,4,3,2,1) – 3:21
3. Come with Me – 3:01
4. Who Dat Girl (feat. Akon) – 3:19
5. 21 (feat. Laza Morgan) – 3:57
6. Respirator – 3:23
7. Club Can't Handle Me (feat. David Guetta) – 3:47
8. Why You Up in Here (feat. Ludacris, Git Freash e Gucci Mane) – 3:20

## Curiosità
- La terza traccia, Come with Me, campiona Hail Mary di 2Pac
- Anche se non riconosciuta come singolo, la traccia Respirator ha ottenuto un buon successo tra i fan.